# 锡尔伯豪森
锡尔伯豪森（德語：Silberhausen，發音：[zɪlbɐˈhaʊzn̩]）是德国图林根州艾希斯费尔德县曾经的一个市镇，面积10.31平方千米，2017年12月31日人口为612人。2019年1月1日，锡尔伯豪森与另外3个市镇并入市镇丁格尔施泰特。